# Rădeni, Botoșani
Rădeni este un sat în comuna Frumușica din județul Botoșani, Moldova, România.